# Stepan Chmara
Stepan Ilkowycz Chmara, ukr. Степан Ількович Хмара (ur. 12 października 1937 w Bobiatynie w obwodzie lwowskim, zm. 21 lutego 2024) – ukraiński polityk, więzień gułagów, deputowany Rady Najwyższej I, II i IV kadencji.

## Życiorys
Urodził się w rodzinie chłopskiej. Jego dziadek przez lat 25 był wójtem w rodzinnej wsi.
W 1964 ukończył studia w instytucie medycznym we Lwowie (ze specjalizacją w stomatologii), po czym podjął pracę zawodową. Prowadził działalność w ruchu dysydenckim, rozpowszechniając samizdaty i inną zakazaną w ZSRR literaturę. Jako pierwszy na Ukrainie przetłumaczył i wydał pracę Andrieja Sacharowa Rozmyślania o pokoju, wolności intelektualnej i postępie. Po aresztowaniu Wiaczesława Czornowiła kontynuował wydawanie założonego przez niego pisma „Ukrajinśkyj wisnyk”, publikując tam między innymi swoją pracę na temat ludobójstwa Ukraińców w ZSRR.
W 1980 został aresztowany za działalność polityczną i skazany na karę 7 lat pozbawienia wolności w obozach o zaostrzonym rygorze (przebywał w obozach nr 35 i 36 na Uralu) oraz na 5 lat zesłania. W obozach spędził ponad 300 dni w karcerze. W 1987 powrócił na Ukrainę, dołączając do Ukraińskiej Grupy Helsińskiej.
W 1990, 1994 i 2002 trzykrotnie wybierany na deputowanego. Brał aktywny udział w pomarańczowej rewolucji. Należał do Bloku Julii Tymoszenko, z którego odszedł w 2005, sprzeciwiając się przyjmowaniu do frakcji oligarchów związanych poprzednio z obozem rządzącym. Przeszedł do Ukraińskiej Partii Ludowej Jurija Kostenki, bez powodzenia kandydował w kolejnych wyborach parlamentarnych.